# Lilica Boal
Lilica Boal   (Tarrafal, 1934 - Praia, 6 de novembre de 2024) Maria da Luz Freire d'Andrade, és una historiadora, filòsofa, mestra i activista antifeixista capverdiana que va lluitar per la independència de Guinea Bissau i Cap Verd i contra la dictadura portuguera de Estat Nou. Va ser la primera dona diputada, essent també l'única figura femenina en la primera legislatura de l'Assemblea Nacional de Cap Verd.

## Biografia
És filla de pares mercants, Eulàlia Andrade, coneguda com Nha Begui, i José Freire Andrade, conegut com Nho Papacho. Va viure a Tarrafal fins als 11 anys i després va anar a l'Illa de São Vicente, a l'Liceu Gil Eanes. Més tard va arribar a Braga (Portugal) on va completar el sisè i setè any de la seva educació bàsica. Va estudiar a la Facultat de Lletres de Filosofia i Història de Coïmbra. En aquesta etapa va començar la seva relació amb l'angolès Manuel Boal, amb qui es va casar l'any 1958. Quan es va mudar a Lisboa, es va matricular a història i filosofia a la Universitat de Lisboa. Allí va començar a freqüentar la institució estudiantil la Casa dels Estudiants de l'Imperi, on es discutia la situació que afrontaven diferents països africans i el seu paper en la lluita per l'alliberament. En aquest període, Lilica Boal va començar a identificar-se amb els ideals d'alliberament.
Al juny de 1961 va tornar a el continent africà, juntament amb altres estudiants d'aquest continent, amb l'objectiu de lluitar per la independència en altres llocs, en el que van anomenar "Fugida cap a la lluita". Aquesta fugida va ser clandestina, i va passar per Porto, Sant Sebastià, ciutat en la qual van estar detinguts durant 48 hores, França, Alemanya i finalment van aterrar a Ghana. Va treballar a l'Oficina del Partit Africà per a la Independència de Guinea i Cap Verd (PAIGC) a Dakar (Senegal). Allà, va contactar amb la comunitat capverdiana per discutir i sobre com mobilitzar-se per lluitar per la independència de Cap Verd. Al Senegal també va tractar als ferits de guerra que van arribar a través de Ziguinchor, a la frontera. A Conakry, Guinea, va col·laborar en tasques de reciclatge i capacitació de mestres durant un període de vacances.
Per invitació de Amílcar Cabral, el 1969 va assumir el càrrec de directora de l'Escola de Pilots del Partit Africà per a la Independència de Guinea i Cap Verd (PAIGC), inaugurada el 1965 a Conakry, objectiu del qual era acollir els fills i orfes de els combatents de la guerra. Boal va declarar a l'edició portuguesa del diari Público: "Amílcar tenia aquest tipus de preocupació sobre el gènere. Afirmava que la dona havia de lluitar per la seva llibertat. Va triar dones en tots els sectors de la lluita: educació, salut, informació, logística". També va ser la responsable de preparar els manuals per aquesta escola, ja que els existents no abordaven la realitat del seu país. La recerca dels continguts que s'ensenyarien la va realitzar consultant llibres de text escolars d'altres països, inclòs Senegal, adaptant-los al context local.
En aquesta escola va ensenyar portuguès, francès i anglès, així com geografia i història de Guinea i Cap Verd, amb l'objectiu de formar els futurs líders d'aquests països. També es van atorgar beques que van permetre a molts estudiants continuar formant-se a Cuba, la Unió Soviètica, la República Democràtica Alemanya o Txecoslovàquia. Així mateix, aquesta escola va tenir un fort suport internacional per part de Cuba, Suècia, França, la Unió Soviètica i França. Boal va declarar: "A l'Escola Pilot necessitàvem estar preparats per a tot, així que teníem classes per aprendre a utilitzar armes".
Durant el seu període a l'Escola Pilot, Lilica Boal va ser membre de la Unió Democràtica de Dones (UDEMO), essent la responsable de les relacions internacionals. Va participar en reunions internacionals de dones en les què es discutia la situació de les dones a l'Àfrica i al món. En aquestes reunions internacionals, Lilica Boal també es va reunir amb personalitats destacades en la seva carrera, com Jeanne Martin Cisse, secretària general de la Unió Revolucionària de Dones de Guinea Conakry i de l'Organització Panafricana de Dones; Awa Keita, de Mali, membre de Comitè Constitucional de la República Sudanesa i la primera dona parlamentària de Mali, que va dirigir la Unió de Dones de l'Àfrica Occidental (UFOA); i Valentina Vladimirovna Tereshkova, la primera dona en tripular una nau espacial.<undefined />
Entre els anys 1974 i 1979, Lilica Boal va ser directora de l'Institut Amizade do PAIGC, a Guinea Bissau, i després va passar a formar part del Ministeri d'Educació com a directora general de coordinació, convertint-se en la segona persona amb més responsabilitat en aquesta institució. Entre 1979 i finals de 1980, va ser directora general de coordinació del Ministeri d'Educació de Guinea.<undefined /> El 1980, després del cop d'estat de Nino Vieira, va tornar a Cap Verd i va treballar com a inspectora general d'educació. Posteriorment, va començar a treballar a l'Institut de Solidaritat de Cap Verd fins a la seva jubilació.

## Feina
Va ser una de les fundadores de l'Organització de Dones de Cap Verd, on va ser la responsable de relacions internacionals. Aquesta organització va treballar en les àrees d'alfabetització, formació de petites empreses i generació d'ingressos, amb perspectiva de fomentar l'autonomia de les dones.

## Reconeixements
- 20 de gener de 2020 - Sessió d'homenatge a Combatent de la Llibertat de la Pàtria, Lilica Boal, "Dia Nacional dels Herois", Mercat de la Cultura i l'Artesania, a Tarrafal.[8]
- 2015 - Casa da Mensagem, documental de Margarida Mercês de Melo.